# Oliwnik wąskolistny
Oliwnik wąskolistny (syn. oliwnik zwyczajny) Elaeagnus angustifolia L. – gatunek rośliny z rodziny oliwnikowatych. Występuje na obszarze od Europy po środkową Azję i Himalaje, ponadto w Chinach. W Polsce jest dość często uprawiany, czasami dziczejący i lokalnie zadomowiony (kenofit).

## Morfologia
PokrójMałe drzewo lub rozłożysty krzew o wysokości do 6 m. Młode gałązki słabo cierniste; starsze – cierniste, srebrzystobiałe. Boczne gałązki nie drewnieją i nie opadają.
LiścieLiście lancetowate do 5 cm długości, z obu stron pokryte srebrzystymi włoskami. Liście opadają późno i nie tracą zabarwienia.
KwiatyPromieniste, rurkowate, silnie i przyjemnie pachnące. Mają pojedynczy, 4-krotny okwiat, 1 słupek, 4 pręciki. Z zewnątrz srebrzyste, wewnątrz żółte, stoją po 2-3 w kątach liści. Kwitnie w połowie czerwca. Roślina miododajna.
OwocSrebrzystobiaławy, podługowaty pestkowiec, suchy i mączysty.

## Zastosowanie
- Roślina ozdobna. Ze względu na swoje srebrzyste liście i ładny pokrój uprawiany w parkach, alejach i na skwerach.
- Jest odporny na dymy przemysłowe i suszę, dlatego też nadaje się do zadrzewiania piaszczystych nieużytków i rekultywacji terenów poprzemysłowych oraz do sadzenia w miastach.

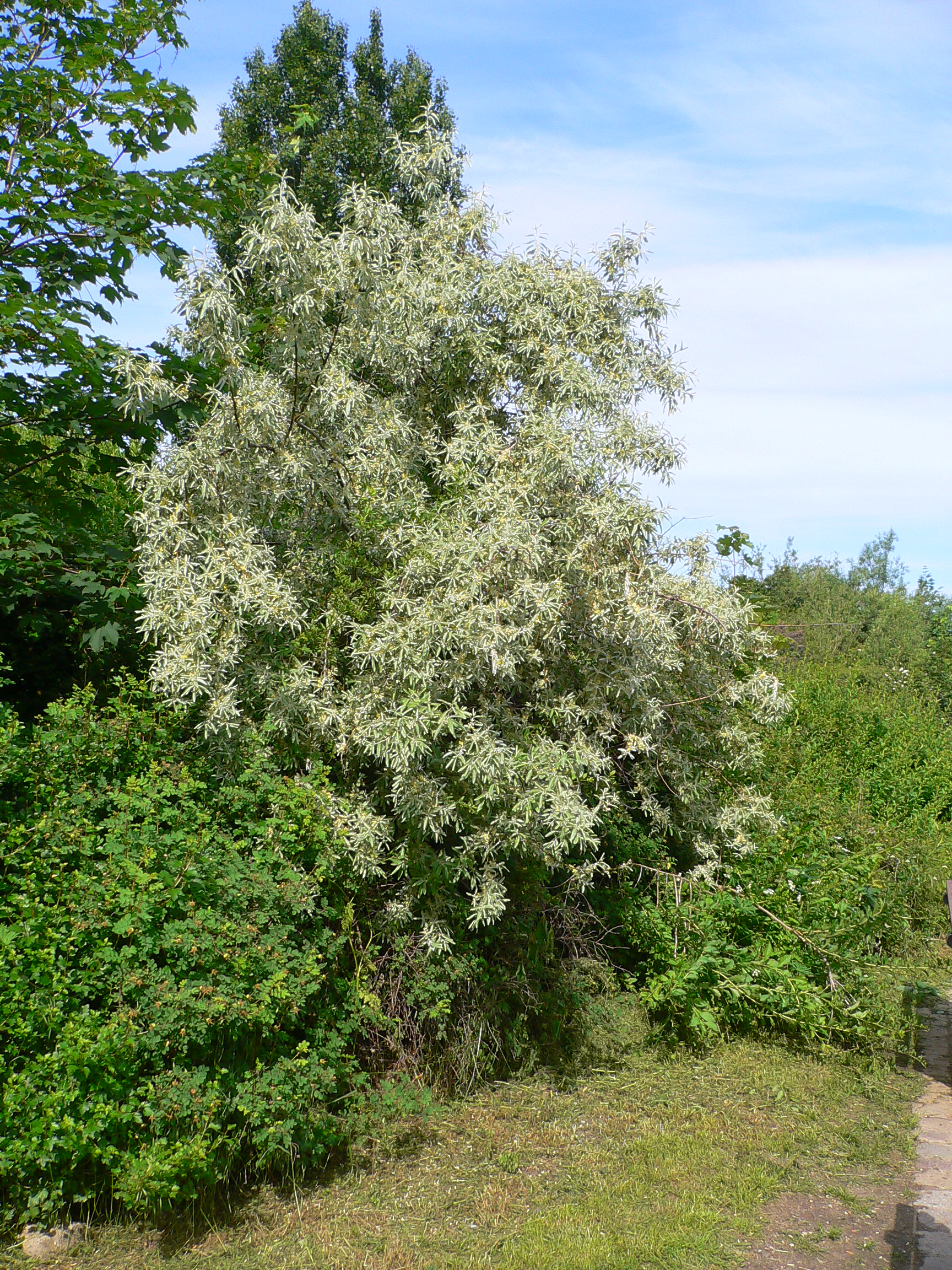
Pokrój

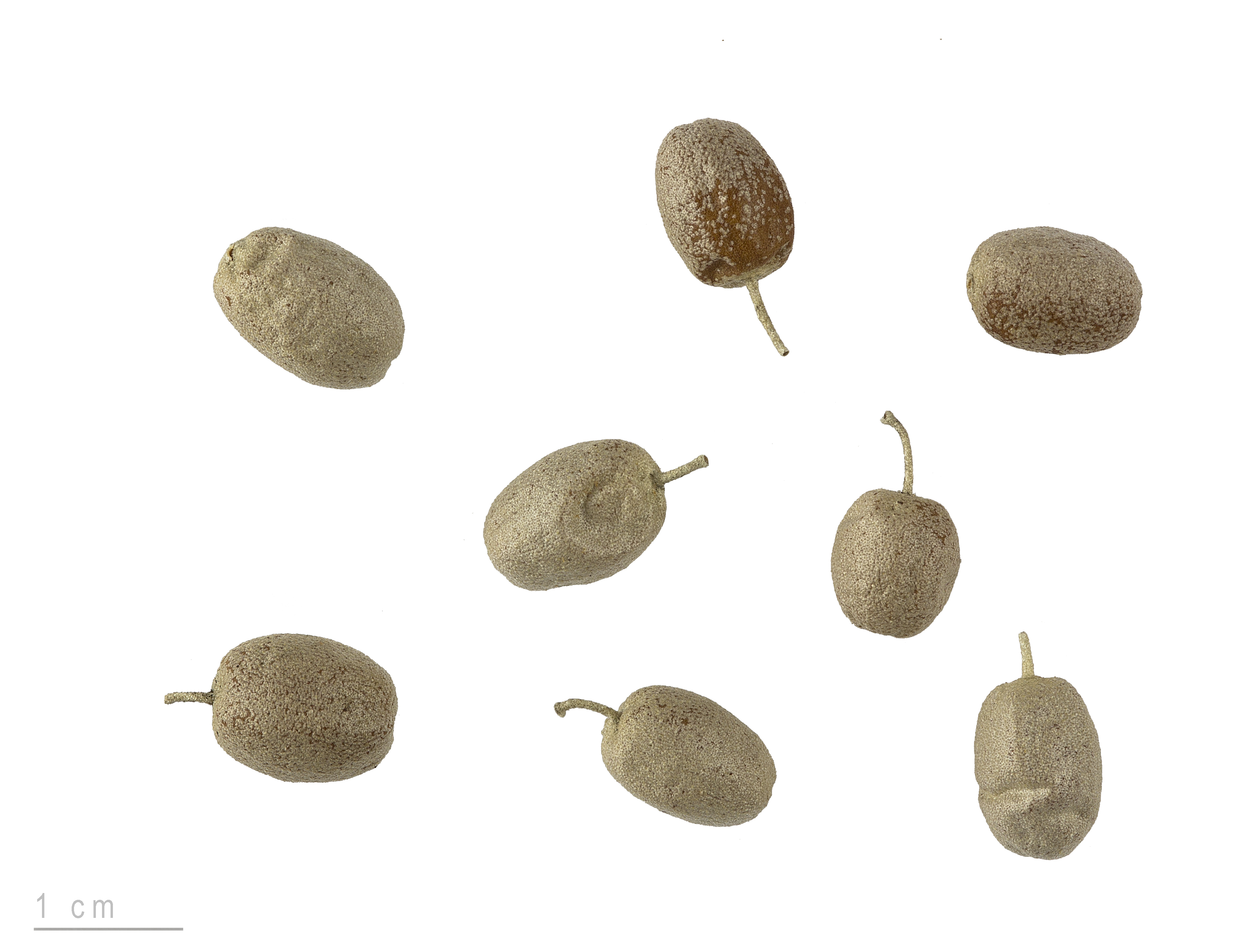
Owoce

## Uprawa
Jest łatwy w uprawie, nie ma specjalnych wymagań co do gleby. Można go silnie przycinać, wówczas zagęszcza się i ma ładniejszy pokrój. Rozmnaża się go przez wysiew nasion.